# Mary Drake
Mary Drake é uma personagem fictícia criada por I. Marlene King em 2015 para a série de televisão Pretty Little Liars. Mary é interpretada pela atriz estadunidense Andrea Parker, e aparece como uma suposta antagonista na sétima temporada da série. Parker interpretou a irmã gêmea de Mary, Jessica DiLaurentis, durante as temporadas anteriores da série, e, consequentemente, também interpreta a personagem Mary. Durante a sexta temporada, Parker era membro do elenco convidado da série, mas ela foi promovida a membro do elenco regular da série para a sétima temporada.

## Características
Mary tem longos cabelos castanhos, olhos igualmente escuros, e é idêntica a Jessica, sua irmã gêmea. Assim como sua sobrinha, Alison, ela tem uma personalidade forte. Mary tem o dom de causar tensão sobre as pessoas, especialmente devido ao seu retorno inesperado à Rosewood. Além disso, ela também diz ser "bastante sensível".

## História do personagem

### Antecedentes
Os problemas da saúde mental de Mary se iniciaram quando ela era uma adolescente, depois de um incidente ocorrido no trabalho da irmã. Jessica estava cuidando de Teddy Carver, quando ela telefonou para Mary e pediu para substituí-la. O bebê morreu enquanto Mary estava sob o cargo de babá e ela foi enviada para o Sanatório Radley. Mary disse aos pais do bebê que ela nem sequer tocou no menino e que era culpa de sua irmã, mas ninguém acreditou em suas palavras, já que Jessica havia manipulado todos, levando-os a pensar que Mary era volátil. Mary foi forçada a permanecer em Radley até ter 18 anos. No entanto, a mulher foi internada várias vezes ao longo da década seguinte e, eventualmente, deu à luz Charles Drake dentro do asilo. O bebê foi então adotado por sua irmã, Jessica, e o marido dela, Kenneth, uma vez que eles temiam pela segurança do recém-nascido. Mary foi permanentemente liberada do hospital psiquiátrico, quando ela tinha 28 anos. Não se sabe muito sobre seu paradeiro após sua saída do Radley, apenas que ela tinha viajado muito, especialmente em torno da Europa e da América Latina. Algum tempo depois, Mary retornou a Rosewood, depois de descobrir que sua irmã tinha sido assassinada, e começou a trabalhar com Elliott Rollins e possivelmente Uber A para vingar o homicídio de sua filha.

### Sexta temporada
A primeira aparição de Drake na série ocorreu em "Did You Miss Me?". No episódio, Drake, vestida como sua irmã, Jessica, visitou Alison enquanto ela estava no hospital, se recuperando de uma queda. Alison assume que ela está tendo um sonho devido ao estado de sua concussão. Ainda fingindo ser Jessica, Mary contou a Alison que ela estava feliz com o casamento dela com Elliott Rollins, afirmando que ele seria capaz de protegê-la de uma maneira que ela nunca pôde.
Ao longo de "Hush... Hush, Sweet Liars", Mary e Elliott se fantasiaram de Jessica e Darren Wilden, afim de enlouquecer Alison e fazê-la se internar no hospital psiquiátrico. Em seguida, algumas filmagens de Mary fora do Lost Woods Resort são capturadas pela armadilha que Caleb preparou. No entanto, eles não sabiam de sua existência e imaginaram que era Jessica DiLaurentis ali. Enquanto saíam da floresta, Mary voltou para a casa dos DiLaurentis e encontrou Elliott, atual marido de Alison. Lá, ela pergunta se Alison havia "assinado os papéis". Elliott confirma, afirmando que 51% das ações do Grupo Carissimi foram desviados no momento em que Alison havia assinado a sua entrada no hospital psiquiátrico. Mary, em seguida, revela que ela está planejando uma vingança contra sua irmã falecida, Jessica. Ela, então, com ternura olha para uma foto de Charlotte em um quadro e afirma que sua filha estaria feliz com seus esquemas.

### Sétima temporada
No início da sétima temporada — no episódio "Tick-Tock, Bitches" —, Mary foi vista pelos protagonistas adentrando o departamento de polícia. Quando Toby, que é policial, tentou ajudá-la, ela revelou que queria reportar uma invasão em sua nova propriedade, o Lost Woods Resort. Pensando que Mary é a vilã, os protagonistas começaram a investigá-la, e, mais tarde, descobriram que ela havia comprado os materiais necessários para encobrir um assassinato. Mais tarde, Mary visita a residência da família Hastings, e é convidada por Spencer para entrar, para uma xícara de chá. Spencer, então, tenta sutilmente interrogar Mary, descobrindo que ela conhece muito bem sua família. Spencer pergunta por que sua existência deve ser considerada um segredo, uma questão pela qual Mary se sente ofendida. Ela pede desculpas imediatamente após, dizendo a Spencer que ela pode ser bastante sensível às vezes. Antes de sair, Mary sutilmente pergunta à Spencer como ela descobriu que ela havia comprado o Lost Woods, e Spencer logo responde com uma mentira. Um pouco mais tarde, dirigindo seu carro, Mary encontra um Hanna abusada ao longo da estrada. Ela para o carro e elas trocam olhares.
No episódio seguinte, "Bedlam", Mary leva Hanna para a casa de Spencer, a pedido da mesma. Mais tarde, naquele mesmo dia, ela visita o local de trabalho de Spencer para descobrir se Hanna está bem. Depois de algumas perguntas feitas por Spencer, Mary conta a ela a história de como ela foi parar no Radley, afirmando que a única pessoa culpada era Jessica, já que ela havia manipulado as pessoas, fazendo-os pensar que Mary estava doente. Visitando o Radley — que agora é um hotel —, afim de lutar contra memórias antigas, Mary encontra Emily e elas discutem sobre Alison e seus problemas de saúde. Drake assegura a Emily que Elliott é profissional e acha que não há nada para se preocupar. Elas, entretanto, decidem fazer uma visita secreta à Alison. Lá, ambas descobrem que o estado mental de Alison se agravou, conforme ela confunde Mary com sua mãe. Depois de Elliott descobrir a presença delas, ele argumenta com Mary sobre seus planos, enquanto ela considera que Elliott está cruzando a linha em relação aos maus tratos de Alison.
Drake fica responsável pelos cuidados psicológicos de Alison depois de Archer Dunhill ter desaparecido. A relação de Mary com Alison inicialmente é tensa no início, principalmente devido à dúvida de Alison em relação aos motivos pessoais de Mary. Durante uma conversa, Mary revela para Alison que Archer a contatou em Londres para avisar que Charlotte havia morrido apenas horas após sua liberação da clínica psiquiátrica. Ela também revela que acreditava que Alison havia assassinado Charlotte. Mais tarde, as duas se juntam para ouvir a canção "Little Sparrow", proclamando a união das duas. Em seguida, Mary se muda de volta para o Lost Woods Resort, com medo de Archer tentar algo contra sua propriedade. Ela encontra-se com Spencer e descobre que ela ainda suspeita de Mary. Mais tarde, Mary passa na casa de Alison e fica em choque quando Alison revela que Charlotte utilizava o pseudônimo CeCe Drake, o que leva Mary a pensar que Charlotte já sabia da existência da mãe.
Após o retorno de Jason DiLaurentis para Rosewood, Alison propõe um jantar em família para tentar fazer Jason acreditar que Mary é inocente. No entanto, Jason acusa Mary de ser manipuladora e ela acaba confessando que Jessica a escondeu o fato de que Charles havia mudado de gênero, revelando também que, após a suposta morte de Charles, Jessica ficava bastante tempo presa num abrigo de tempestade na parte de trás da propriedade de Carol Ward. À noite, as meninas visitam o abrigo e descobrem que Mary teve um segundo filho dentro do Sanatório Radley, irmão biológico de Charlotte. O gênero da criança não é revelado nos arquivos, mas o indivíduo se encaixa no mesmo padrão de idade das meninas. Em seguida, Spencer e Aria conversam com um doutor o qual Noel Kahn estava contatando recentemente e descobrem que o Dr. Cochran foi responsável por entregar os dois filhos de Mary quando ela foi internada em Radley. Cochran também prossegue revelando que o segundo filho de Mary foi colocado em custódia temporária em um departamento de serviços familiares do condado. Anos passaram e Radley o demitiu e ele perdeu sua licença como um médico. Aria e Jason mais tarde descobrem que o pai de Noel, Steven Kahn, foi o juiz que presidiu a adoção da criança.
As meninas recebem uma mensagem e acabam visitando uma escola para estudantes cegos, onde elas são mantidas reféns por Noel e Jenna. Durante uma perseguição, Emily e Hanna acabam lutando contra Noel, o que o faz tropeçar em um machado que o decapita. Spencer é posteriormente baleada por alguém desconhecido, dando a Jenna a força de alavanca para acabar com ela. No entanto, Mary surge por trás e derruba Jenna antes que ela pudesse fazer qualquer coisa prejudicial. As meninas então encontram Spencer nos braços de Mary, que revela que jamais a machucaria, porque Spencer é sua segunda filha, fazendo de Mary a mãe biológica de Spencer.